# Saint-Calixte
Saint-Calixte è un comune del Canada, situato nella provincia del Québec, nella regione di Lanaudière.